# Marly, Nord
 Marly  là một xã ở trong tỉnh Nord ở miền bắc nước Pháp. Xã này có diện tích 8,04 kilômét vuông, dân số năm 1999 là 11.666 người. Xã nằm ở khu vực có độ cao trung bình 35 mét trên mực nước biển.
Cự ly 3 km (1,9 mi) về phía đông nam Valenciennes.